# 贝德日赫·赫罗兹尼
贝德日赫·赫罗兹尼（捷克語：Bedřich Hrozný，捷克語：[ˈbɛdr̝ɪx ˈɦrozniː] ⓘ；1879年5月6日—1952年12月12日）是捷克考古学家、東方學家和语言学家。曾任维也纳大学教授（1905年至1915年）和布拉格查理大学教授（1919年至1952年）。
他的主要贡献是在1915年成功解读出赫梯語楔形文字，并提出赫梯语印欧语系起源说。

## 生平
出生于波希米亚王国拉貝河畔利薩。他在科林学习了希伯来语和阿拉伯语。在维也纳大学，他学习了阿卡德語、亞拉姆語、埃塞俄比亚闪米特语、苏美尔语和古梵语，还研究了安那托利亞、美索不达米亚和波斯出土的楔形文字。他还在柏林洪堡大學学习了东方学。
1904年，他参加了北巴勒斯坦地区塔安尼克的考古发掘。1905年受聘为维也纳大学教授。
1906年，一批德国远征队在土耳其哈图沙附近发现了赫梯国王留下的楔形文字泥板，是一种新发现的未知语言。在第一次世界大战执勤期间，赫罗兹尼利用空闲时间研究破译这种文字，发表了相关专著，并提出了赫梯语印欧语系起源说。
1919年，他被聘为布拉格查理大学文学院古代东方历史学教授。1925年，他率领捷克斯洛伐克考古队到土耳其的屈尔丘发掘，收集到一千多块泥板文书，并发现古亚述殖民地卡内什城址。 
1929年，赫罗兹尼参与了东方研究所的创建，并担任副所长。同年成立院刊《东方档案》。1938年至1943年担任所长。1939年，他成为布拉格查理大学校长，但同年由于蘇台德區問題，捷克成为了纳粹德国的保护国，大学也关闭了。
1944年，他中風了，以致于中断了研究工作。晚年，他还试图破译印度河文字和古希腊迈锡尼文字，但都没有成功。
1952年12月12日在布拉格逝世。著有《关于尼尼布神的苏美尔－巴比伦神话》（1903年）、《塔安尼克的楔形文字铭文》（1904年）、《新发现的塔安尼克楔文铭文》（1906年）、《赫梯语》（1915年）、《博阿兹柯伊出土的赫梯楔形铭文》（1919年）、《小亚细亚出土的赫梯法典》（1922年）、《屈尔丘楔形铭文》（1952年）、《西亚细亚、印度和克里特上古史》（1953年）等专著。

## 破译赫梯语

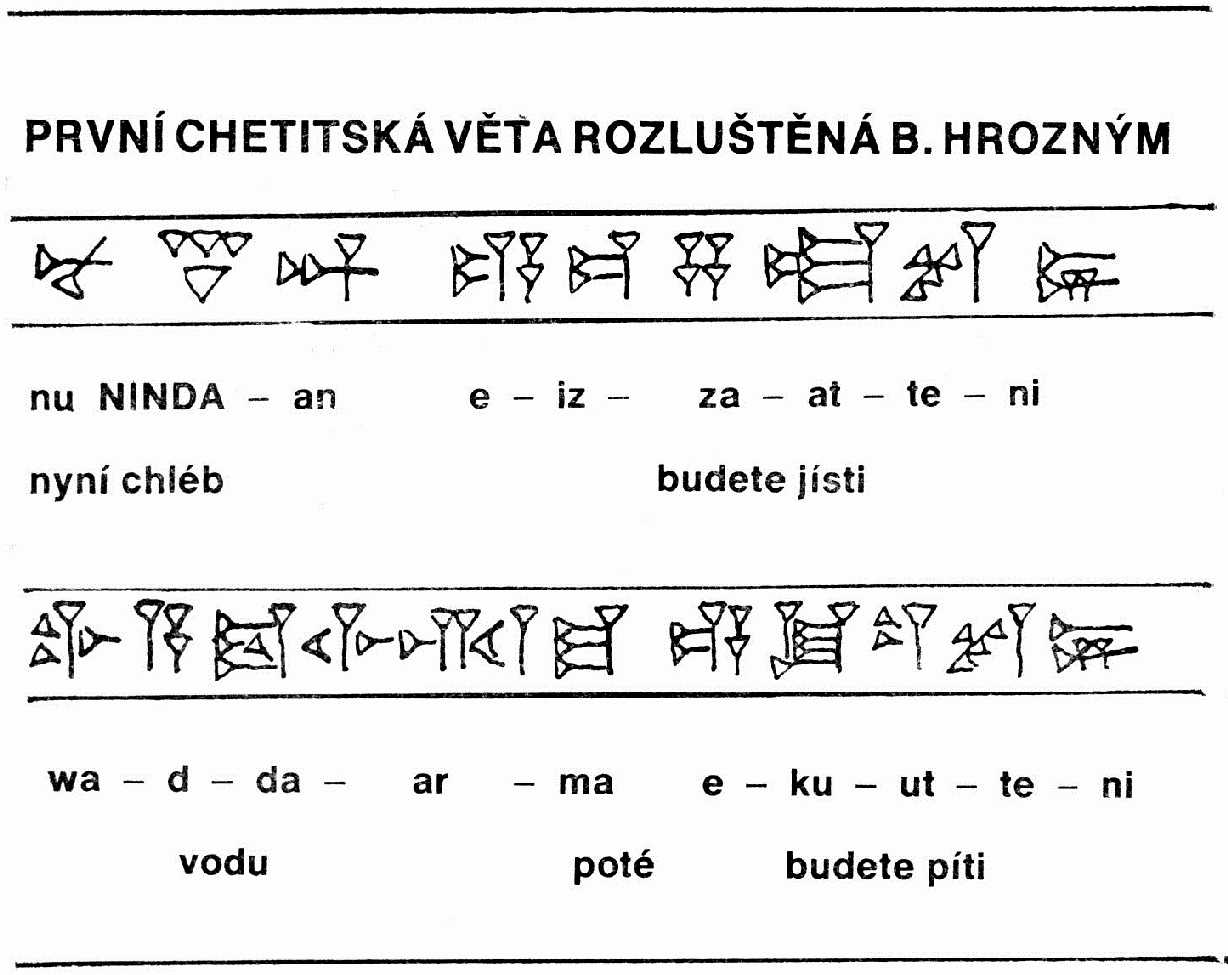
nu NINDA-an ēzzateni, wādar-ma ekuteni

为了解开关于赫梯语的谜团，赫罗兹尼从一个文本中抽取了两句话：nu NINDA-an ezzatteni watar-ma ekutteni。在当时，学者们一致认为符号“NINDA”是苏美尔语中“面包”的意思。赫罗兹尼认为后缀-an可能是宾格。后面的ed-/-ezza与面包有关联，可能是动词“吃”。可以参照拉丁语动词edo，英语的eat和德语的essen。因此，NINDA-an ezzatteni这一句话意为“你将吃面包”。在第二句话中，赫罗兹尼注意到Watar这个词与英文water，和德语wasser非常相似。第二句的最后一个字包含詞幹eku-，像拉丁语的aqua，意为“水”。所以，他把第二句翻译为“你将喝水”。利用这些联想，赫罗兹尼继续破译工作，并于1917年发表了赫梯语语法。

## 中文译本
- (捷)赫罗兹尼. . 由謝徳風, 孙秉瑩翻译. 三联书店. 1958年7月.